# Alexandr Krysl
Alexandr Krysl (* 1976) je český soudce, dlouhodobě se specializující na oblast správního práva. Je zároveň funkcionářem Soudcovské unie.
V letech 1994–1999 vystudoval Právnickou fakultu Masarykovy univerzity v Brně. V letech 2001–2004 byl justičním čekatelem působícím u Okresního soudu v Chebu, od roku 2004 je soudcem na úseku správního soudnictví Krajského soudu v Plzni a v roce 2014 se stal místopředsedou soudu. Roku 2010 absolvoval půlroční stáž na Nejvyšším správním soudě. Na návrh ministryně spravedlnosti Marie Benešové byl v červenci 2020 jmenován do funkce předsedy Krajského soudu v Plzni s účinností od 1. října 2020. Na funkci předsedy rezignoval koncem ledna 2022.
Je také členem Republikové rady Soudcovské unie ČR.